# アンサイズニア
「アンサイズニア」は、日本のロックバンド、ONE OK ROCKの5枚目のシングル。

## 概要
前作「完全感覚Dreamer」より、約1年ぶりのシングル。また、同日にはDVD『THIS IS MY BUDOKAN?! 2010.11.28』も発売。同時購入特典は、全国ツアー『ONE OK ROCK 2010 "This is my own judgment" TOUR』のツアーファイナル、沖縄・桜坂セントラル公演の会場入りから打ち上げまでを捉えた、ドキュメンタリーダイジェストDVD『Tour Final〜Documentary in Okinawa〜』。
初回プレス版には、全国ツアー『ONE OK ROCK 2011 "Answer is aLive" TOUR』の先行抽選予約カード封入されている。

## 収録曲

### CD
1. アンサイズニア(3:42)
  - 作詞：Taka　作曲：Toru/Taka　編曲：ONE OK ROCK、akkin

PVはSSTVモンスターロック1月17日放送分にて初公開された。
1月26日からレコチョクにより着うたが配信され、1月の月間ダウンロードランキングで1位を獲得した。
2. Silent World(1:01)
  - 作詞：Taka　作曲：Toru/Taka　編曲：ONE OK ROCK、akkin
3. アンサイズクリア(3:28)
  - 作詞：Taka　作曲：Toru/Taka　編曲：Toru、akkin
4. To Feel The Fire(3:32)
  - 作詞作曲：Stevie Wonder　編曲：ONE OK ROCK、akkin
  - スティーヴィー・ワンダーによる同名曲のカヴァー。